# NSS-9
O NSS-9 é um satélite de comunicação geoestacionário europeu construído pela Orbital Sciences Corporation (OSC), ele está localizado na posição orbital de 177 graus de longitude oeste e é operado pela SES World Skies divisão da SES. O satélite foi baseado na plataforma Star-2 Bus e sua expectativa de vida útil é de 15 anos.

## História
A SES New Skies, uma empresa da SES global anunciou em novembro de 2006, que um contrato para a construção do satélite NSS-9 foi atribuído a Orbital Sciences Corporation.
O NSS-9 leva 28 transponders de banda C ativos e apresentam três feixes que podem ser interligados em uma base transponder-by-transponder: um feixe global que fornece cobertura de todo o mundo visível a 183 graus leste, um feixe para o hemisfério oriental (cobrindo a Austrália, Indonésia, Filipinas, Japão, China, Coreia do Sul e as ilhas do Pacífico) e um feixe para o hemisfério ocidental (fornecendo cobertura e conectividade para os Estados Unidos, Havaí e Polinésia). O satélite é baseado no Star-2 Bus, a sonda tinha uma massa de lançamento de 2.230 kg, um poder de carga de 2,3 kW, e conta com sistemas de bordo redundantes chave para garantir a segurança operacional máxima.

## Lançamento
O satélite foi lançado com sucesso ao espaço no dia 12 de fevereiro de 2009, às 22:09  UTC, por meio de um veículo Ariane-5ECA, a partir do Centro Espacial de Kourou, na Guiana Francesa, juntamente com os satélites Hot Bird 10, Spirale A e Spirale B. Ele tinha uma massa de lançamento de 2.230 kg.

## Capacidade e cobertura
O NSS-9 é equipado com 44 transponders em banda C para cobrir a região do Oceano Pacífico (Austrália, Indonésia, Filipinas, Japão, China, Coreia do Sul, ilhas do Pacífico, Estados Unidos, Havaí e Polinésia).